# Möller Ice Stream
Il Möller Ice Stream (in lingua inglese: Flusso di ghiaccio Möller) è un flusso di ghiaccio antartico, che ha uno spessore compreso tra 1100 e 1200 m drena un'area di 66.000 km2 del West Antarctic Ice Sheet; fluisce in direzione nord-nordest per andare a finire nella Piattaforma di ghiaccio Filchner-Ronne a ovest del Foundation Ice Stream. I Rambo Nunataks, nei Monti Pensacola in Antartide, separano il bacino di drenaggio di questo flusso di ghiaccio dal bacino di drenaggio del Foundation Ice Stream.
Come elemento geografico è stato delineato dalle immagini del satellite Landsat commissionate dall'Institut für Angewandte Geodäsie (Istituto di geodesia applicata) di Francoforte sul Meno, in Germania, e registrate nel periodo gennaio-marzo 1986.
La denominazione è stata assegnata in onore del professor Dietrich Möller, direttore dell'Istituto di agrimensura all'Università tecnica di Braunschweig dal 1972 e vicedirettore responsabile per la geodetica presso la Stazione Filchner, posta sulla Piattaforma di ghiaccio Filchner-Ronne, nel 1979-80.